# Galichica
Galichica (macedonio Галичица, a veces transliterado como Galičica) es una montaña que se extiende a través de la frontera entre Macedonia del Norte y Albania. Hay un parque nacional en el lado macedonio de la montaña, situado entre los dos lagos de mayor tamaño en la república: el lago Ohrid y el lago Prespa. Se extiende por una superficie de 227 kilómetros cuadrados.
La vida floral en el parque nacional representa más de mil especies, de lo que gran parte son reliquias y endemismos que tienen la frontera final de su extensión justo en el monte Galichica. Hay una presencia característica de hasta 11 endemismos locales descubiertos exclusivamente en las laderas de Galichica y en ningún otro sitio, lo que ilustra la composición de flora específica de esta montaña. 
Desde los picos de Galichica se pueden tener vistas de los lagos. El pico más alto es el Magaro (2.254 m).